# Polvica
Il paese di Polvica è diviso fra i comuni di Nola, parte dell'area metropolitana di Napoli, e di San Felice a Cancello, in Provincia di Caserta. Confina con una propaggine del comune di Acerra (frazione Pezzalunga) e con Marigliano.

## Storia
Negli ultimi tempi le amministrazioni comunali hanno puntato molto sul rilancio della frazione, che è stata dotata di numerosi servizi. Il patrono è San Vincenzo Ferreri. La vocazione agricola si è affiancata, negli ultimi decenni, ad uno sviluppo del terziario, rappresentato, in località Boscofangone, dalle realtà del CIS di Nola (cioè il Centro Integrato Servizi, che è la più grande città dell'ingrosso d'Italia), dell'Interporto campano (con la dogana merci), dell'Alenia Aeronautica (dove si assemblano parti dell'A380), del centro commerciale "Vulcano buono" (progettato da Renzo Piano, uno dei maggiori d'Europa), dell'ASI e delle Officine NTV (dove sono tuttora prodotti e sottoposti ai primi test).
Da dove deriva la denominazione Polvica. Le Cantine di Polvera: dallo spagnolo la parola Polvera definisce “contenitore di polvere fine“, tipo borotalco, nel nostro caso "sacco di polvere"  Il versante meridionale della dorsale dei Monti di Avella, tra gli abitati di Roccarainola e Cancello ci sono localmente affioranti formazioni marine conglomeratico-sabbiose di età plio-pleistocenica ed alcuni lembi di terrazzi marini (ormai quasi completamente distrutti dalle intense attività estrattive di cava), che contengono magnesio.
Per la realizzazione della calce idrata, la calce viva proveniente dalla calcara veniva trasportata giù a valle al Mulino nella contrada Cannito, che dopo essere stata frantumata in polvere fine veniva depositata in sacchi o botti e depositati nelle cosi dette Cantine di Polvera in attesa della vendita.
Quattro sono ancora oggi le strade che da tutti i comuni limitrofi giungono alle Cantine di Polvera, via Ponti di Nola proveniente dai comuni Nolani, l'ex via Bosco del Fangone proveniente da Marigliano, la via Regia proveniente da Cancello - Acerra e via Difesa proveniente dai comuni dell'agro Avellano.
Le depressioni carsiche che  notare al disopra della "carcara" in Polvica no sono da come vengono denominate, ma sono strati di roccia di magnesia, molto presenti sui monti Arienziani.
Per omonimia con altre frazioni o comuni esistenti in Italia (vedi Polverara)il nome della località "le Cantine di Polvera "venne cambiato in gergo italiano in Polvica "da Polvera di carcara", era l'inizio del 1900, rilevato da atti notarili.

## Storia della parrocchia San Vincenzo Ferreri
Il campaniletto a vela crollò con il terremoto del 23 novembre 1980, non per la violenza del terremoto avuta in Polvica, ma solo perché il campaniletto a vela già ristrutturato e prolungato nel 1959/1960, fu ulteriormente prolungato nell'anno 1977 di circa 5 m con una struttura in cemento armato di forma circolare.
Alla prima oscillazione che ci fu la sera del 23 novembre 1980 il corpo rigido oscillò, schiacciando il campaniletto a vela ,vi furono solo danni materiali.                                                                                                                                                                                                                              La cappella, oggi parrocchia della frazione Polvica di Nola, dedicata a San Vincenzo Ferreri, si deve a padre Carlo Carafa all’inizio del 1621, come confermato anche nell'ultimo restauroe della statua lignea di San Vincenzo Ferreri, ricorrente ad un periodo di epidemia lungo le rive del fiume Clanio.
Fonda la casa di Santa Maria di Monte decoro vicino a Santa Maria a Vico.